# Тальковая земля
Та́льковая земля́, та́льковые зе́мли (англ. Talc earth, нем. Talkerde) или та́льковый ка́мень (нем. Talkenstein), иногда также магнези́т, магне́зия, горький шпат, щелочная земля, горькая земля или горькозёмы, в современной геологии и петрологии более известные под именем та́льковых руд — устаревший обобщающий термин, перенесённый в русский язык из немецкой минералогической терминологии и включавший в себя природные формы «земель»,:220-221 в основном, магний-содержащих: углекислой магнезии или оксида магния. Название этого класса земель было произведено от минерала талька, однако тальковые земли далеко не всегда имеют с ним прямую связь и тем более не во всех случаях содержат тальк. 
В разные времена в число тальковых земель включались различные природные формы асбестов (горный лён, горная пробка, горное дерево),:221 а также эпсомит,:333 смешанные формы магнезитов или магнезий.
В современной петрологии понятию тальковых земель в целом соответствуют тальковые руды, которые, по определению Большой советской энциклопедии (третье издание), представляют собой «...магнезиальные силикатные и силикатно-карбонатные горные породы, содержащие тальк в концентрациях, при которых технически возможно и экономически целесообразно его извлечение или прямое использование пород, содержащих тальк в ассоциации минералов, не ухудшающих его полезные свойства». Мономинеральные образования талька в промышленных объёмах крайне редки. По содержанию талька (%) тальковые руды разделяют на богатые — талькиты (свыше 75%) и бедные — тальковые камни (75–35%).

## Свойства и разновидности
До середины XIX века тальковая земля была важной частью минералогической терминологии и входила в число девяти основных земель, каждая из которых, в свою очередь, включала в себя широкий и в значительной степени открытый список минералов, отнесённых к соответствующему классу морфологически или по результатам примерного химического анализа.
«Землями» или «камнями» по определению считались минералы, «которые вкуса не имѣютъ, и будучи чисты не растворяются ни въ водѣ, какъ Соли, ни въ маслахъ, какъ собственно такъ называемыя «Земляныя смолы».:45 Согласно старой классификации XVIII века, тальковая земля или Magnesia считалась шестым классом земель, при том, что первые шесть земель носили название совершенных простых земель, а оставшиеся три (известковая, стронцианная и тяжёлая) — щелочных.:45-46 Таким образом, тальковая земля следовала последним номером, закрывая список совершенных простых земель.
Кроме собственно магнезий или магнезитов с их многочисленными вариантами толкования, в число тальковых земель включался также большой набор природных разновидностей и кристаллических модификаций асбестов (лат. Talcum Asbestus). При этом особо отмечалось, что тальковая земля крайне редко встречается в чистом виде, и в большинстве случаев попадается в соединении с превосходящими количествами «кремнистой земли, съ примѣсью глинистой земли, известной и желѣзныхъ частей».:220 В частности, было известно, что одна из особо дорогих и высокоценимых разновидностей тальковых земель, — морская пенка состоит из 54,16 частей кремнистой земли и 51,66 тальковой.:211
Относящиеся к числу тальковых земель породы, как правило, непрозрачные и имеют жилковатое строение. Некоторые подобны губкам или корковатые, другие — гибкие как пряжа (асбестоподобные), некоторые разности «рухлые», рассыпаются в руках или при ударе. Из железа тальковые земли искры не высекают, воду впитывают, хотя и в сравнительно небольших количествах. Сухие разности губчатого строения быстро всасывают в себя кислоты и воду с заметным шипением. В пламени многие тальковые земли белеют, а при сильнейшем нагревании твердеют или рассыпаются; плавятся очень немногие. Со щелочными солями сплавляются трудно, с бурой — значительно легче. Сплавляясь с плавиковым шпатом образуют плотную стекловидную массу. Удельный вес тальковых земель сильно различается, притом, что многие из них в сухом состоянии плавают на поверхности воды за счёт пористой структуры (как «морская пенка»), пока не промокнут.:220-221
Чистая тальковая земля встречается в природе чрезвычайно редко, цвет имеет желтовато-серый, часто с чёрными включениями. На ощупь мягкая, слегка жирная, прилипает к языку. Отмечается, что тальковые земли всегда находятся в форме гнёзд или некрупных жилочек в других породах, чаще всего, в змеевиках. Иногда встречаются вместе с рудами и другими горными породами. К примеру, в Олонце и в прибрежных районах Белого моря асбест и амиант (одна из его форм) обнаруживаются в ассоциации с известковыми шпатами, кварцем, медным колчеданом и таковой же зеленью.:221 Чистая тальковая земля была обнаружена в Робшице (Моравия), в сопровождении морской пенки, в те времена — высоко ценимого минерала, нечасто встречающегося на территории Европы.

## Применение
Употребление тальковых земель в тех случаях, когда под ними имелись в виду асбесты, в целом совпадало с их известным назначением, хотя в XIX веке этот материал не применялся столь широко, как это произошло в период после Первой мировой войны.
Особо отмечалось, что чистая тальковая земля как сама по себе, так и в своих обычных смешениях очень вредит плодородию земли и вообще подавляет рост растений. Сельскохозяйственные почвы после добавления тальковых земель на несколько лет становятся непригодными для земледелия вследствие высокого содержания в ней магнезии. С другой стороны именно чистая (или очищенная) тальковая земля под названием «магнезии» широко применялась в медицине как лекарственное средство.:67
Тальковые земли были также известны как дополнительный компонент для составления цементных смесей и употреблялись в строительстве. Отмечалось, что тальковая земля твердеет в смеси с известью, хотя полученный состав уступает в твёрдости кремнезёму. 3,68 частей тальковой земли, смешанные с 44 частями жжёной извести, составляют массу, достаточным образом твердеющую в течение девяти дней.:37

## Галерея тальковых земель

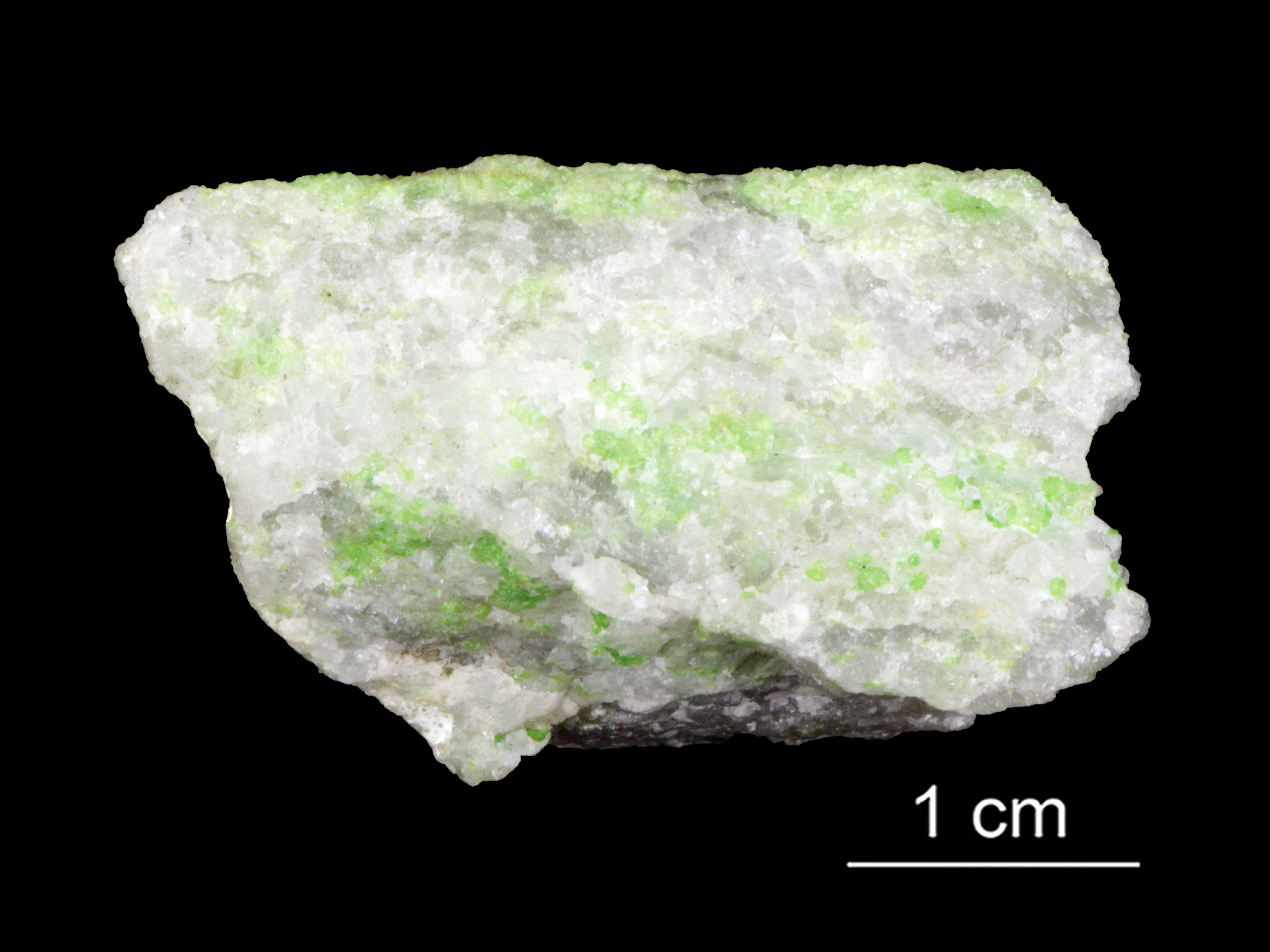
Эпсомит
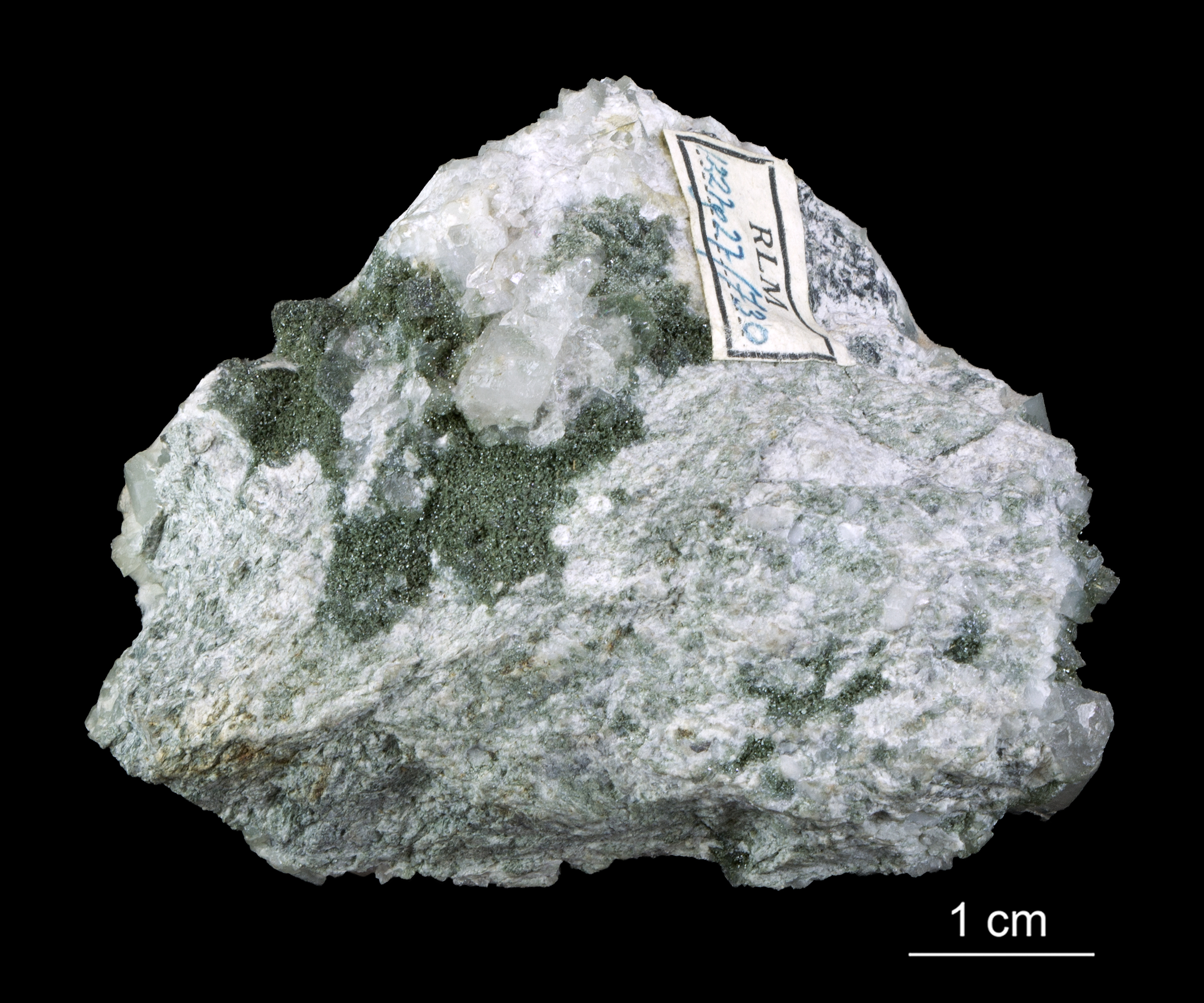
Асбест
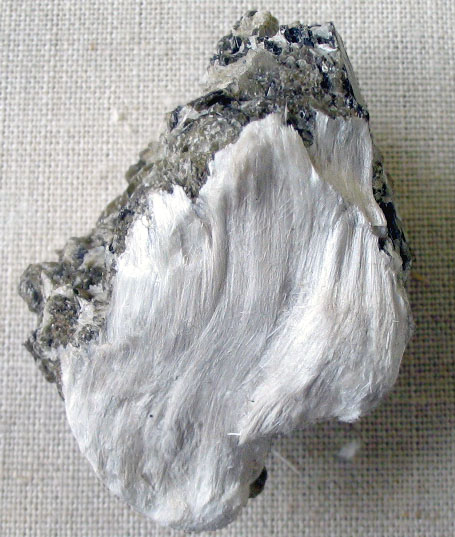
Амиант
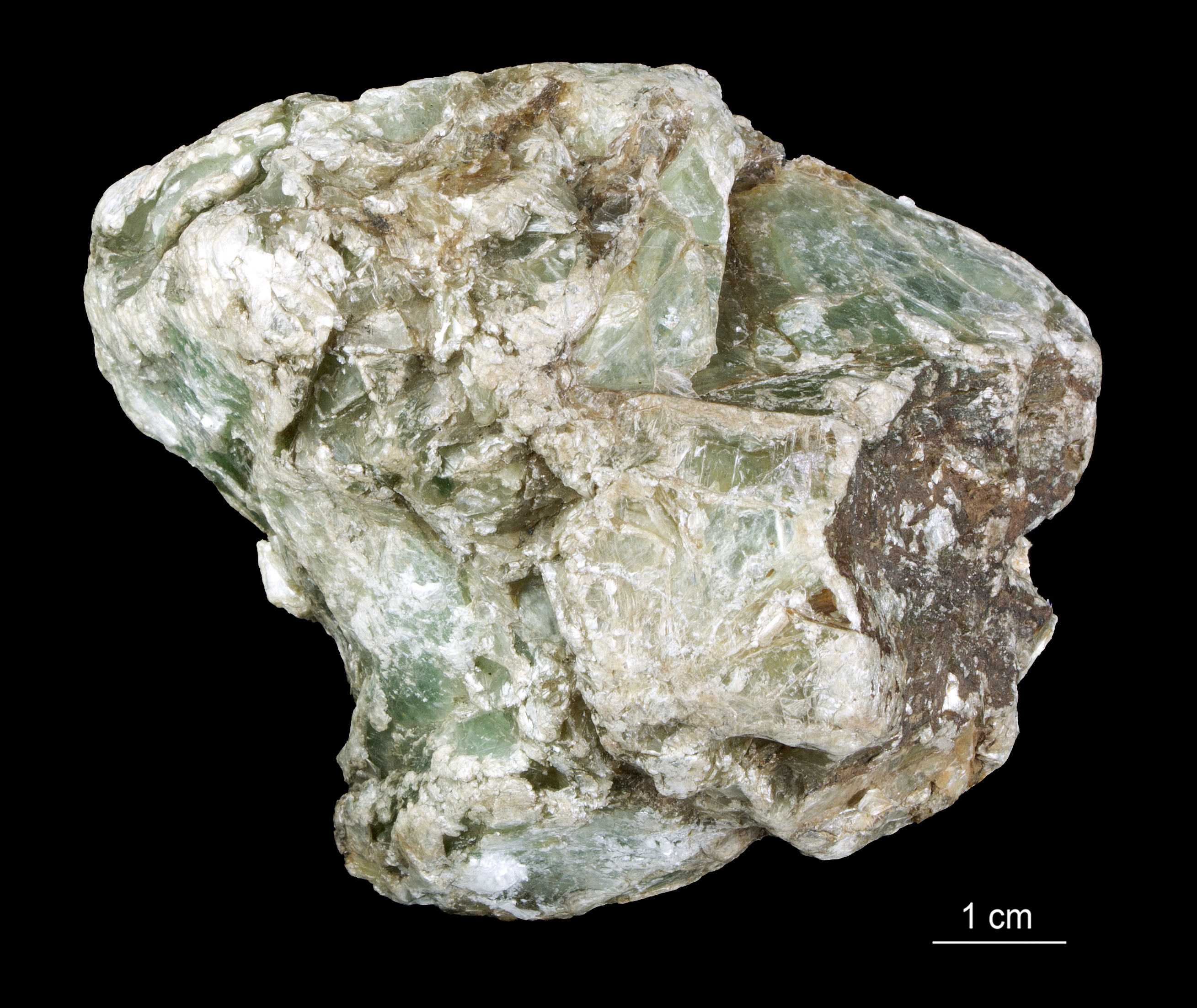
«Тальковая земля»
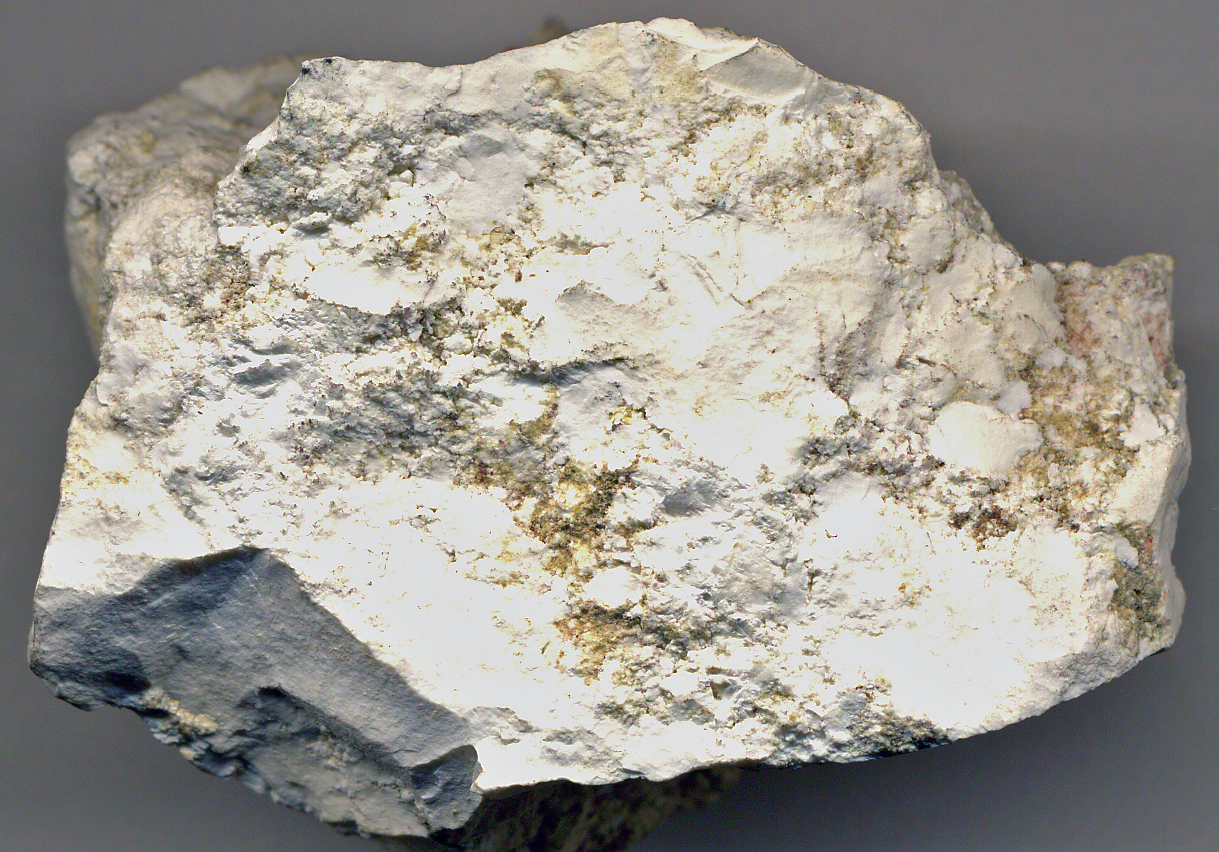
Магнезит (аморфный)
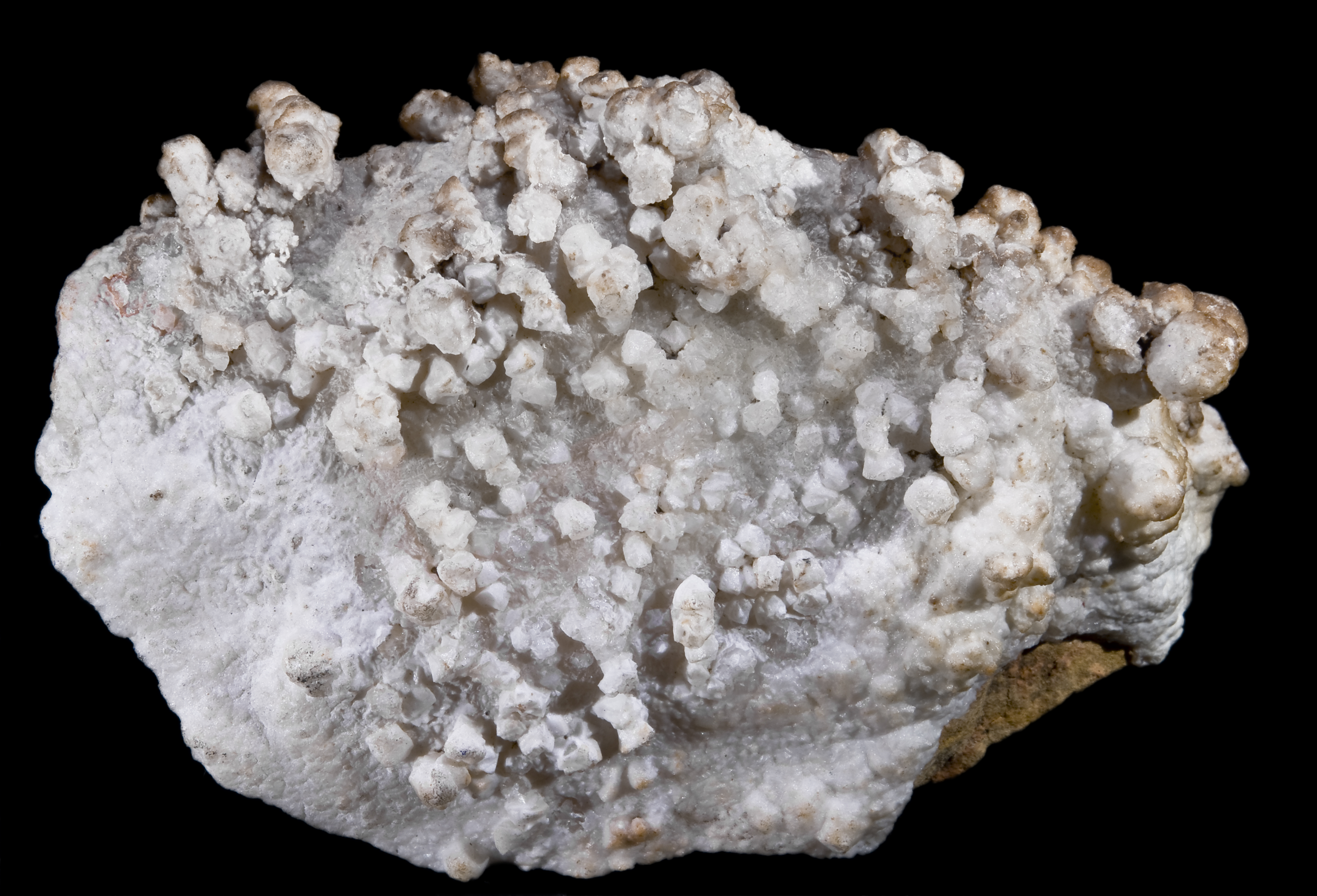
Другие магнезиты
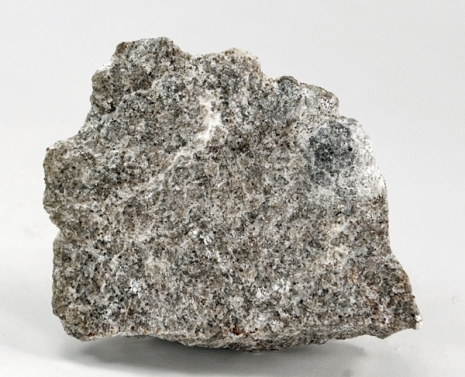
Периклаз
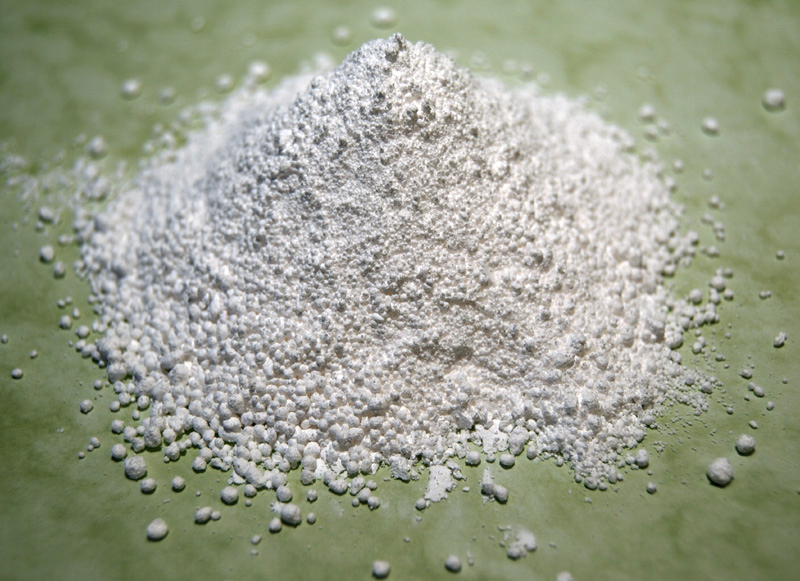
Магнезия